# Луч (Воронежская область)
Луч — посёлок в Новоусманском районе Воронежской области России. Входит в состав Усманского 1-го сельского поселения.

## История
В 2009 году посёлку Безбожник вернули историческое название Луч. До 2022 года посёлок входил в состав Усманского 2-го сельского поселения. Законами Воронежской области от 25 февраля 2022 года № 3-ОЗ и № 4-ОЗ с 11 марта 2022 года Усманское 2-е сельское поселение было объединено с Усманским 1-м сельским поселением.

## Население
| 2005 | 2008 | 2010 |
| ---- | ---- | ---- |
| 42   | ↗54  | ↘32  |